# Saint-Nizier-sur-Arroux
Saint-Nizier-sur-Arroux település Franciaországban, Saône-et-Loire megyében. Lakosainak száma 123 fő (2022. január 1.). Saint-Nizier-sur-Arroux Étang-sur-Arroux, Charbonnat, Dettey, Saint-Didier-sur-Arroux, La Tagnière és Thil-sur-Arroux községekkel határos.

## Népesség
A település népessége az elmúlt években az alábbi módon változott:
| Lakosok száma | 128  | 130  | 133  | 125  | 123  | 122  | 120  | 119  | 123  |
|               | 2013 | 2015 | 2016 | 2017 | 2018 | 2019 | 2020 | 2021 | 2022 |